# 湯普森鎮區 (伊利諾伊州喬戴維斯縣)
湯普森鎮區（英語：Thompson Township）是位於美國伊利諾伊州喬戴維斯縣的一個行政鎮區。

## 地方資料
根據2010年美國人口普查的數據，湯普森鎮區的面積為95.30平方千米，當中陸地面積為93.60平方千米，而水域面積為1.70平方千米。當地共有人口822人，而人口密度為每平方千米8.63人。